# Social Comics
Social Comics é a primeira startup brasileira de leitura de quadrinhos por assinatura, concepcionada em 2013 por João Paulo Sete e atualmente pertencente ao Grupo Omelete, sendo o maior do gênero na América Latina. Além do site, possui aplicativo para Android e IOS. O espaço online é gerenciado pela Eleven Dragons Entertainment.

## História
Até então, havia um atraso na transição dos quadrinhos para o mundo virtual. No Brasil, ela se dava exclusivamente através da pirataria. Serviços de streaming, como o Spotify e a Netflix, já eram populares em 2015, e havia dúvidas de quando um streaming dedicado a quadrinhos chegaria em solo nacional.
A Social Comics nasceu como startup, concepcionada por João Paulo Sete em 2013. em 2015, o O Grupo Omelete comprou participação social por R$ 2 milhões e lançou seu site no dia 31 de agosto daquele ano.
O aplicativo foi anunciado na mesma época em que a ComiXology anunciou suas operações no Brasil. No modelo de negócios da empresa, foi decidido não comprar material diretamente com as editoras estrangeiras. Os quadrinhos são negociados com as editoras nacionais para melhorar o mercado interno. O projeto foi acelerado por empresas de capital de risco e bancos de investimento, e a Woon foi contratada para o marketing em redes sociais.

## Atualizações
Em outubro de 2018, o aplicativo ganhou sua versão 3.0. Nela, foi criada a opção de conta grátis, novos planos e o perfil kids, além de melhorias no sistema de busca e algoritmo de indicação de leitura. Em dezembro de 2020, as HQs grátis foram disponibilizadas sem precisar de cadastro e foi instalada a opção de aluguel de quadrinhos.

## Parcerias e publicações
Em setembro de 2015, a Valiant se tornou a primeira editora internacional no acervo da Social Comics.
Em 15 de janeiro de 2016, estreou seu primeiro quadrinho exclusivo, Diário de um Super, de Eric Peleias. Ela é derivada do quadrinho Eu, Super, publicada de maneira independente em 2014 pelo mesmo autor. A obra foi publicada quinzenalmente, tendo 12 capítulos com oito páginas cada.
Em fevereiro de 2016, a Social Comics passou a restaurar e digitalizar as revistas do Senninha.
Em 8 março de 2016, no Dia Internacional das Mulheres, a Social Comics anunciou juntamente com a Editora Cândido a criação do selo Pagu Comics, que publica quadrinhos feitos inteiramente por mulheres. O primeiro quadrinho publicado foi As Empoderadas, de Germana Viana.
Em março de 2016, a Social Comics passou a disponibilizar o catálogo da Zarabatana Books. A parceria havia sido firmada durante a CCXP em 2015.
Ainda em março, a startup fechou parceria com o Catarse, para fomentar a indústria do quadrinho nacional. Até então, 167 quadrinhos haviam sido financiados pela plataforma.
Em maio de 2016, lançou parceria com a  Editora Alto Astral.
Em julho de 2016, a plataforma firmou parceria com a Editora Abril, disponibilizando os quadrinhos da Disney em seu catálogo. Também foi firmado parceria com a Editora Globo, disponibilizando obras de Ziraldo e quadrinhos baseados nos livros de Monteiro Lobato. Também foi disponibilizado a obra de  Vitor Cafaggi, O Doutrinador, de Luciano Cunha, e Coelho Nero, de Omar Viñole.
Em 12 de junho de 2016, no Dia dos Namorados, a Social Comics anunciou concurso para escolher histórias de amor para serem adaptadas para os quadrinhos pelo Dínamo Estúdio. O júri que escolheu as histórias era formado por Marcelo Bouhid, Samir Naliato, Cassiano Pinheiro, Eric Peleias, Charlles Lucena, Isabelle Felix, Ana Recalde, Felipe Cagno e Daniel HDR.
Em 13 de julho de 2016, no Dia Mundial do Rock, a Social Comics publicou Overdrive: Contos de Undercity, de Luciano Cunha.
Em agosto de 2016, a Social Comics anunciou parceria com a Editora Jambô, conhecida pelo quadrinho premiado Holy Avenger. No mesmo mês, foi firmada parceria com a Editora Mino.
Em setembro de 2016, fechou parceria com a Ediouro Publicações e publicou os quadrinhos do selo Pixel Media, que incluem títulos como Mandrake, Fantasma, Flash Gordon, Príncipe Valente e Tarzan.
No mesmo mês, fechou parceria com a Mauricio de Sousa Produções, disponibilizando os quadrinhos da Turma da Mônica na plataforma.
Em novembro de 2016, fechou parceria com a Editora Atomic.
Em dezembro de 2016, a Social Comics fez sua primeira parceria diretamente com uma editora estrangeira, a Valiant Comics. Ela também contratou a empresa Paco’s Agência Digital para supervisionar produção editorial do material inédito.
Em 25 de maio de 2017, no Dia do Orgulho Nerd, a Social Comics fechou parceria com a Editora Novo Século e The Wicked + The Divine virou o primeiro quadrinho da Image Comics a fazer parte de seu acervo.
Em julho de 2017, a Editora Nemo publicou o terceiro volume de Aâma na Social Comics antes de lançar a edição física, que gerou certa polêmica. A edição física, porém, foi lançada em outubro.
Em julho de 2018, as obras premiadas de Wellington Srbek e Flavio Colin, Estórias Gerais e Contos Sombrios, foram reeditadas pela Social Comics.
Em outubro de 2018, fechou parceria com a Panini Comics e publicou o quadrinho de The Walking Dead na estreia da 9ª temporada da série.
Em novembro de 2018, fechou parceria com o Senado Federal para publicar de forma gratúita algumas das primeiras histórias em quadrinhos feitas no Brasil, como As Aventuras de Nhô-Quim & Zé Caipora, Memórias d'O Tico-Tico e a adaptação para quadrinhos de O Guarani.
Em 24 de março de 2020, a Social Comics publicou em uma página de livre acesso tirinhas feitas pelo Eleven Dragons sobre conscientização sobre a Pandemia de COVID-19.
Em dezembro de 2021, foi anunciado que a Social Comics publicaria com exclusividade na América Latina o quadrinho Death Hunt, história criada por Stan Lee que se passa na Amazônia. Stan Lee morreu antes de publicar a obra, mas ela será lançada em parecria da Eleven Dragons Studios com a Pow! Entertainment.
Em 30 de janeiro de 2022, no Dia do Quadrinho Nacional, a Social Comics, em parceria com a Eleven Dragons Studios e a Catraca Livre, criaram a série documental A Importância do Quadrinho Nacional, publicada no canal do YouTube da startup. O primeiro episódio contou com participações de diversos nomes, incluindo Mauricio de Sousa, José Alberto Lovetro, Franco de Rosa, Lilian Mitsunaga, Alexandre de Maio, Carlos Ruas, Vitor Cafaggi, Camilo Solano, Guilherme de Sousa, Cris Peter e o estreante Cacá Gontijo, de 12 anos. No dia 7 de abril, em comemoração ao Dia do Jornalista, foi lançado o quinto episódio, Manchetes Ilustradas, que reúne os maiores nomes dos quadrinhos jornalísticos do Brasil. Outros temas abordados na série são a produção de quadrinhos por indígenas e mulheres.
Em julho de 2022, a Social Comics fechou parceria com a plataforma online sul-coreana Webtoon, que publica quadrinhos do estilo homônimo.
Em 31 de agosto de 2022, foi anunciado parceria com a Disney e a Lucasfilm, que trará os quadrinhos de Star Wars para a plataforma.
Em outubro de 2022, fechou parceria com a Kriô Comics.